# Symbols
Dziesiąty album studyjny industrialno-rockowego zespołu KMFDM, wydany 23 września 1997 roku, którego tytułem jest pięć niewymawialnych i niealfabetycznych symboli, stąd też potocznie określa się ten album tytułem Symbols, lub też rzadziej po prostu KMFDM. Zremasterowana edycja została wydana w 2007 roku przez Metropolis Records.

## Opis
Album Symbols jest utrzymywany w stylu electro-industrialnym. Wiele utworów na albumie ma mroczny charakter i teksty oraz tła liryczne a inne są w stylu elektroniki. Utwór Megalomaniac, będący żartobliwym utworem odnoszącym się do zespołu KMFDM i innych zespołów industrialnych, był najpopularniejszym utworem z albumu. Pomimo że tytuł albumu nie ma specjalnego znaczenia to jest on nawiązaniem do czwartego albumu zespołu Led Zeppelin, który też był znany po prostu jako symbole i z nich złożony. W piosence Anarchy po raz pierwszy dla KMFDM śpiewał szwedzki muzyk i wokalista Tim Skold, a na piosence Torture kanadyjski wokalista Nivek Ogre ze swoim charakterystycznym mrocznym wokalem.

## Tło
Sascha Konietzko, lider zespołu, powiedział w jednym z wywiadów, że tytuł albumu, złożony z symboli, nie ma specjalnego znaczenia i był to po prostu jeden z wielu pomysłów na tytuł dla nowego albumu. Jeden z muzyków zespołu En Esch powiedział, że pomysł na tytuł wziął się z oznaczeń używanych dla zastąpienia nimi przekleństw w niektórych komiksach. Album określa się mianem Symbols bądź po prostu KMFDM.

## Wydanie albumu
Album Symbols został wydany 23 września 1997 roku, a najpopularniejszymi utworami z albumu stały się piosenki Anarchy, Megalomaniac i Leid Elend – pojawiły się one w kilku filmach i grach komputerowych, a dwa pierwsze zostały zrealizowane jako single; w 2007 roku wydano zremasterowaną wersję albumu.

## Odbiór
Album Symbols otrzymał w większości dobre oceny krytyków i był jednym z najpopularniejszych i najlepiej sprzedających się albumów KMFDM obok albumów Nihil i Xtort.
Piosenka Stray Bullet z tego albumu przyciągnęła uwagę mediów po masakrze w Columbine High School, ponieważ jej tekst opublikował w internecie na swojej stronie internetowej jeden ze strzelców Eric Harris, w kontekście strzelania do ludzi. Piosenka była też odtwarzana w tle na filmiku Masakra w szkole Jokela przesłanym przez Pekkę-Erica Auvinena, sprawcę strzelaniny w Tuusula z 2007 roku, który opublikował go w internecie tuż przed atakiem w szkole.

## Lista utworów
1. „Megalomaniac” – 6:07
2. „Stray Bullet” – 5:32
3. „Leid und Elend” – 6:10
4. „Mercy” – 5:00
5. „Torture” – 7:04
6. „Spit Sperm” – 4:46
7. „Anarchy” – 5:35
8. „Down and Out” – 6:40
9. „Unfit” – 6:01
10. „Waste” – 3:39